# 少尉
少尉
1. 少尉（しょうい）は、日本の律令制の職名の一つ[1] [2] [3]。左右各兵衛府、左右各衛門府及び検非違使に置かれた[4] [5] [6]。官位相当は正七位上[7]。（官位、兵衛府、衛門府、検非違使等を参照）
2. 少尉（しょうい）は、軍隊の階級の一。（本項で解説）

少尉（しょうい）は、軍隊の階級の一つ。尉官に区分され、中尉の下、准尉の上に位置する。士官（将校）の最下級である。
- 陸軍では主に連隊もしくは中隊付、又は小隊長などに充てられる。一部の国（ドイツ等）を除いて、連隊旗手は少尉が任命される。
- 海軍では主に軍艦の乗組士官として航海長や機関長等の科の長を補佐する。
- 空軍では主に航空機の操縦士、分隊長等を務める。

## 日本

### 日本軍
版籍奉還の後、1870年10月12日（明治3年9月18日）に太政官の沙汰により海陸軍大佐以下の官位相当を定めたときに海陸軍中尉の下に海軍少尉と陸軍少尉を置き正八位相当とした    。
1871年2月11日（明治3年12月22日）に各藩の常備兵編制法を定めたときに歩兵大隊の半隊長を少尉と改称し、砲兵隊の副官・分隊長を中少尉と改称した  。この少尉以上を総称して上等士官といい藩庁が選抜して兵部省へ届出させた 。
1871年4月2日（明治4年2月13日）に御親兵を編制して兵部省に管轄させることになり、また同年6月10日（同年4月23日）に東山西海両道に鎮台を置いて兵部省の管轄に属すことになり、兵部省による海陸軍少尉の任官の例が増加する。
廃藩置県の後、明治4年8月の官制等級改定及び兵部省官等改定や明治5年1月の官等改正及び兵部省中官等表改定など数度の変更があり 、明治5年2月の兵部省廃止及び陸軍省・海軍省設置を経て、明治6年5月8日太政官布達第154号 による陸海軍武官官等表改正で軍人の階級呼称として引き続き用いられ、西欧近代軍の階級呼称の序列に当てはめられることとなった。
帝國陸海軍の少尉並びに同相当官は高等官八等相当であり、正八位、勲六等ないし五等の勲等に叙せられ、武功著しい場合は功五級ないし三級の功級に叙せられて、金鵄勲章を授与された。

少尉には次の者が任命された。
1. 陸軍
  1. 陸軍士官学校もしくは陸軍航空士官学校を卒業した見習士官（曹長）で、所属部隊の兵科将校全員からなる選考会議がその任官に合意した者
  2. 准尉（特務曹長）・曹長より志願して試験に合格し陸軍士官学校で少尉候補者教育を受けた者
  3. 甲種幹部候補生（旧制の一年志願兵）教育を受けた見習士官（曹長）で、所属部隊の兵科将校全員からなる選考会議がその任官に合意した者。役種は予備役。
  4. 特別甲種幹部候補生もしくは特別操縦見習士官の教育を受けた見習士官（曹長）で、所属部隊の兵科将校全員からなる選考会議がその任官に合意した者。こちらも役種は予備役。
  5. 陸軍経理学校を卒業した主計見習士官
  6. 日露戦争中に戦時特例で特務曹長より少尉に進級した者。
  7. 現役定限年齢となった准尉（特務曹長）の優秀者より選抜されて予備役少尉に進級した者。
2. 海軍
  1. 海軍兵学校（旧海軍機関学校の舞鶴分校や岩国海軍航空隊に併設された岩国分校[注釈 20]等を含む）生徒課程を卒業した少尉候補生[53]（将校たる士官）
  2. 海軍経理学校生徒課程を卒業した主計少尉候補生（将校担当官たる士官）
  3. 海軍委託生徒、二年現役士官[注釈 21]、その他見習医官制度等にて定められた課程を修了した等（将校担当官たる士官）
  4. 高等商船学校（清水本校・東京分校・神戸分校）本科を卒業した海軍予備生徒（予備士官）
  5. 海軍予備学生の課程を修了した者（予備士官）
  6. 大学や高等学校等に在学中の者から採用された海軍予備生徒出身の予備員たる少尉候補生[注釈 22]（予備士官）
  7. 1920年それまでの兵曹長が特務少尉へ改称、それ以降は（旧､上等兵曹から改称された）兵曹長まで累進した者が更に選ばれて特務少尉（後に、特務士官たる少尉）へ進級（特務士官）
  8. 銓衡により選ばれた、5年の実役停年を有する予備准士官たる兵曹長（予備士官[注釈 23]）
  9. 商船学校、短期高等海員養成所、無線電信講習所高等科、朝鮮総督府交通局高等海員養成所、高等航空機乗員養成所高等科等を卒業し、所定の期間服役[注釈 24]した海軍予備練習生出身の予備准士官（予備士官）

この他に特別攻撃隊で出撃して未帰還となった飛行兵曹が、軍歴を終えるにあたり特進により少尉の階級で戦死公報を出されることも多かった。

少尉に任官されると官報および将校相当官名簿に名前が載り、帝国臣民として有数の名誉とされた。

### 自衛隊
各自衛隊では略称で3尉と呼称される。警察では警部補に相当し、中央官庁では本省主任及び係員に相当する。
- 陸上自衛隊：3等陸尉、英訳例 second lieutenant
- 海上自衛隊：3等海尉、英訳例 ensign若しくはacting sub-lieutenant
- 航空自衛隊：3等空尉、英訳例 second lieutenant

尚、以下の条件に当てはまる者は、各自衛隊のそれぞれの陸上自衛隊幹部候補生学校、海上自衛隊幹部候補生学校、航空自衛隊幹部候補生学校に入校して規定の教育期間を経た後の階級昇任により現役の3等陸・海・空尉に任官される。
- 航空学生課程を修了し所定の期間勤務した者（海、空）
- 陸曹航空操縦学生課程を修了し所定の期間勤務した者（陸）

以上の2者はパイロット候補。
- 防衛大学校を卒業した者
- 自衛隊幹部候補生試験に合格した者

其の他、階級名の前に「予備」が付くが、以下の予備自衛官（補）も3尉（予備3尉）に任官される。
- 一部陸上予備自衛官補（技能）の訓練課程を修了した者
- 海上予備自衛官補（技能）甲の訓練課程を修了した一部の者[注釈 25]
- 予備准尉より昇進する者

陸上自衛隊での職務は、基本的に普通科・戦車・施設等の実戦部隊における小隊長職を拝命する他、部隊本部の係幹部等の任に就く。航空学生や陸曹航空操縦学生出身者は3尉に昇任することで編隊長や機長となる資格を得る。

## 諸外国

### イギリス
- イギリス陸軍 second lieutenant
- イギリス海軍 sub-lieutenant（イギリス海軍は中尉と少尉の区別がなく、少尉のすぐ上が大尉。）
- イギリス空軍 pilot officer

### アメリカ合衆国
- アメリカ陸軍 second lieutenant
- アメリカ海軍 ensign
- アメリカ空軍 second lieutenant
- アメリカ海兵隊 second lieutenant

### ドイツ
- ドイツ陸軍 Leutnant
- ドイツ海軍 Leutnant zur See
- ドイツ空軍 Leutnant

### フランス
- フランス陸軍 sous-lieutenant
- フランス海軍 enseigne de vaisseau de 2e
- フランス空軍 sous-lieutenant